# Tiban Indah
Tiban Indah is een bestuurslaag in het regentschap Batam van de provincie Riau-archipel, Indonesië. Tiban Indah telt 14.388 inwoners (volkstelling 2010).